# Tiếng Phạn Vệ Đà
Tiếng Phạn Vệ Đà là một ngôn ngữ cổ thuộc ngữ chi Ấn-Arya của ngữ hệ Ấn-Âu. Nó được lưu giữ trong Kinh Vệ-đà, một tập hợp văn bản tích góp từ giữa thiên niên kỷ 2 TCN đến giữa thiên niên kỷ 1 TCN.
Nền văn học tiếng Phạn Vệ Đà đồ sộ thời cổ đại vẫn được lưu giữ đến ngày nay, và là một nguồn thông tin hết sức quan trọng trong việc phục dựng ngôn ngữ Ấn-Âu nguyên thủy và ngôn ngữ Ấn-Iran nguyên thủy. Từ thời tiền sử xa xưa, tiếng Phạn đã tách khỏi nhóm Iran (trong đó, tiếng Avesta, một ngôn ngữ Iran Đông, là đại diện cổ nhất). Thời điểm phân tách chưa rõ, nhưng chắc chắn là trước 1800 TCN. Tiếng Avesta phát triển ở Ba Tư cổ đại, từng là ngôn ngữ phụng vụ của Hoả giáo, song đã trở thành tử ngữ vào thời Sasan. Tiếng Phạn Vệ Đà phát triển độc lập ở Ấn Độ, trở thành tiếng Phạn cổ điển sau thời Pāṇini, rồi sau đó nữa trở thành nhiều ngôn ngữ trên tiểu lục địa Ấn Độ. Ngôn ngữ này đóng vai trò quan trọng trong nền văn học Ấn Độ giáo, Phật giáo và Jain giáo.